# Neritina gagates
Neritina gagates is een slakkensoort uit de familie van de Neritidae. De wetenschappelijke naam van de soort werd in 1815 voor het eerst geldig gepubliceerd door Jean-Baptiste de Lamarck.